# Ada Mary à Beckett
Ada Mary Lambert de Beckett o Ada Mary A’Beckett (18 de mayo de 1872-20 de mayo de 1948) fue una bióloga australiana, académica y líder del movimiento de kindergarten en Australia. Fue la primera mujer profesora designada en la Universidad de Melbourne.

## Biografía
Ada Mary Lambert era originaria de Adelaida, la hija mayor del Rev. Henry John Lambert (c. 1836 – 14 de julio de 1924) y de Helen Garrett de Lambert, de Norwood, Australia del Sur. Su padre nació en Londres, y fue pastor bautista en King's Lynn, Norfolk. Y emigró a Australia del Sur, para hacerse cargo de la iglesia Bautista en Moonta, Australia del Sur, alrededor de 1860. Fue nombrado primer pastor de la Iglesia Bautista, en Norwood, en 1867; y, sirvió allí hasta octubre de 1888, cuando se fue a Inglaterra. Alrededor de 1890 regresó a Australia del Sur, donde se unió a la Iglesia Presbiteriana y sirvió en Spalding, Koolunga, y en Wallaroo, luego, en 1905, sucedió a Matthew Johnson como moderador de la Asamblea General de Australia del Sur, de la Iglesia Presbiteriana. Más tarde se mudó a Victoria y murió en la casa de su hija Ada, en East St Kilda.
Ada se educó en la Escuela Avanzada para Niñas de Adelaida; y, obtuvo su B.Sc. (la segunda mujer en graduarse en ciencias por la M.U.) y defendió su tesis de M.Sc. por la Universidad de Melbourne en 1895 y en 1897 respectivamente, Y recibió varios premios y becas.
En 1903, Ada contrae matrimonio con el abogado Thomas Archibald à Beckett, hijo mayor de Sir Thomas à Beckett; y, tuvieron tres varones. Luego, retornó a la docencia en la Melbourne Church of England Girls' Grammar School, y fue conservadora y demostradora en biología, en la Universidad de Melbourne. Como profesora titular, dio clases de biología en la Facultad Scotch, de Melbourne.

## Honores

### Membresías
- del Concejo de la Federación de Mujeres Universitarias.[8]

- fundadora de la Unión Gremial de Kindergarten Libres, sirviendo por 40 años.

- como pionera de la Facultad de Entrenamiento en Kindergarten, en Victoria, fue también presidenta de la Asociación Australiana para el Desarrollo Preescolar de Infantes.[1]

### Reconocimientos
- 1935: fue nombrada Comendadora de la Orden del Imperio Británico (CBE).[1]

- Su retrato por Charles Wheeler cuelga en el Instituto de Desarrollo de la Primera Infancia, Kew, Victoria.[7]

- Un Jardín de Infantes en Port Melbourne[9] y una beca para maestros de jardín de infantes llevan su epónimo.[10]

## Familia
Se casó con Thomas Archibald a'Beckett (1868–1930) el 19 de febrero de 1903; siendo el mayor del Justice Sir Thomas à Beckett (1836–1919). Hijo:
- Edward Lambert ("Ted") à Beckett (11 de agosto de 1907 - 2 de junio de 1989), notable jugador de cricket.

Tenían una residencia en la calle Lansdowne, East St Kilda, Victoria, donde falleció, de cáncer, el 20 de mayo de 1948. Fue cremada, con un servicio de la Iglesia de St. George, East St Kilda.